# Lijst van rijksmonumenten in Baarn (plaats)
De plaats Baarn telt 80 inschrijvingen in het rijksmonumentenregister.
Hieronder een overzicht van rijksmonumenten in de plaats Baarn:
| Object                                                                   | Oorspronkelijke functie?  | Bouwjaar                        | Architect                           | Locatie                                             | Coördinaten?                  | Nr.?   | Afbeelding                                         |
| ------------------------------------------------------------------------ | ------------------------- | ------------------------------- | ----------------------------------- | --------------------------------------------------- | ----------------------------- | ------ | -------------------------------------------------- |
| Uitspanning Groeneveld                                                   | Horeca                    | 18e eeuw                        |                                     | Amsterdamsestraatweg 42                             | 52° 13' 7" NB, 5° 15' 45" OL  | 8535   | Meer afbeeldingen                                  |
| Pauluskerk                                                               | Kerk en kerkonderdeel     | 14e (toren) 16e eeuw (verhoogd) |                                     | Brink                                               | 52° 12' 41" NB, 5° 17' 32" OL | 8537   | Meer afbeeldingen                                  |
| Huis Schoonoord                                                          | Woonhuis                  | ±1800                           |                                     | Faas Eliaslaan 9                                    | 52° 12' 42" NB, 5° 17' 54" OL | 8538   | Meer afbeeldingen                                  |
| Huis Holland                                                             | Woonhuis                  | derde kwart 19e eeuw            |                                     | Javalaan 1                                          | 52° 12' 34" NB, 5° 17' 27" OL | 8541   | Meer afbeeldingen                                  |
| Station Baarn                                                            | Transport                 | ± 1874                          | A.L. van Gendt                      | Stationsplein 68                                    | 52° 12' 30" NB, 5° 16' 55" OL | 8542   | Meer afbeeldingen                                  |
| Koetshuis Pekingtuin (Baarn)                                             | Bijgebouwen kastelen enz. | ± 1880                          |                                     | Stationsweg 43                                      | 52° 12' 37" NB, 5° 17' 28" OL | 8543   | Meer afbeeldingen                                  |
| Terrein waarin twee grafheuvels                                          | Archeologisch monument    | Neolithicum en/of Bronstijd     |                                     | Bij Zandheuvelweg                                   | 52° 12' 19" NB, 5° 15' 57" OL | 45130  | Upload foto                                        |
| Terrein waarin de overblijfselen van het versterkte huis Drakenburg      | Archeologisch monument    |                                 |                                     | Tussen Amsterdamsestraatweg en Hilversumsestraatweg | 52° 13' 13" NB, 5° 15' 4" OL  | 45136  | Upload foto                                        |
| De Hooge Vuursche: landhuis                                              | Woonhuis                  | 1911                            | Eduard Cuypers                      | Hilversumsestraatweg 14                             | 52° 12' 13" NB, 5° 14' 45" OL | 511671 | Meer afbeeldingen                                  |
| Toegangshek De Hooge Vuursche                                            | Erfscheiding              | 1912                            | Eduard Cuypers                      | Hilversumsestraatweg bij 14                         | 52° 12' 8" NB, 5° 14' 46" OL  | 511672 | Meer afbeeldingen                                  |
| De Hooge Vuursche: tuinaanleg                                            | Tuin, park en plantsoen   | 1910-1912                       | D.F. Tersteeg                       | Hilversumsestraatweg bij 14                         | 52° 12' 16" NB, 5° 14' 55" OL | 511673 | Meer afbeeldingen                                  |
| Rusthoek: villa                                                          | Woonhuis                  | 1905                            | Th.G. Schill en D.H. Haverkamp      | J.F. Kennedylaan 100                                | 52° 13' 10" NB, 5° 16' 26" OL | 511675 | Meer afbeeldingen                                  |
| Koetshuis Rusthoek                                                       | Bijgebouwen kastelen enz. | 1852                            |                                     | J.F. Kennedylaan bij 100                            | 52° 13' 10" NB, 5° 16' 26" OL | 511676 | Meer afbeeldingen                                  |
| Rusthoek: parkaanleg                                                     | Tuin, park en plantsoen   | 1771                            | L.A. Springer (parterre)            | J.F. Kennedylaan bij 100                            | 52° 13' 10" NB, 5° 16' 26" OL | 511677 | Meer afbeeldingen                                  |
| Rusthoek: zonnewijzer                                                    | Tuin, park en plantsoen   | 1905-1910                       |                                     | J.F. Kennedylaan bij 100                            | 52° 13' 10" NB, 5° 16' 26" OL | 511678 | Meer afbeeldingen                                  |
| Rusthoek: hekpijlers                                                     | Erfscheiding              | 1771-1800                       |                                     | J.F. Kennedylaan bij 100                            | 52° 13' 5" NB, 5° 16' 30" OL  | 511679 | Meer afbeeldingen                                  |
| Rusthoek: hekpijlers                                                     | Erfscheiding              | 1905                            |                                     | J.F. Kennedylaan bij 100                            | 52° 13' 10" NB, 5° 16' 26" OL | 511680 | Meer afbeeldingen                                  |
| Cantonspark: parkaanleg                                                  | Tuin, park en plantsoen   | 1905                            |                                     | Heemskerklaan bij 25                                | 52° 12' 31" NB, 5° 17' 57" OL | 511682 | Meer afbeeldingen                                  |
| Wintertuin Cantonspark                                                   | Boerderij                 | 1914-1915                       | G. Koelewijn                        | Heemskerklaan 25                                    | 52° 12' 34" NB, 5° 17' 58" OL | 511683 | Meer afbeeldingen                                  |
| Tennishuisje Cantonspark                                                 | Sport en recreatie        | ca. 1905                        |                                     | Heemskerklaan bij 25                                | 52° 12' 33" NB, 5° 17' 56" OL | 511684 | Meer afbeeldingen                                  |
| Colonnade Cantonspark                                                    | Tuin, park en plantsoen   | 1729                            |                                     | Heemskerklaan bij 25                                | 52° 12' 31" NB, 5° 17' 58" OL | 511685 | Meer afbeeldingen                                  |
| Fontein van het Cantonspark                                              | Tuin, park en plantsoen   | 1750                            |                                     | Heemskerklaan bij 25                                | 52° 12' 31" NB, 5° 17' 58" OL | 511686 | Meer afbeeldingen                                  |
| Cantonspark: tuinbeeld Cupido met dolfijn                                | Tuin, park en plantsoen   | 1750-1800                       |                                     | Heemskerklaan bij 25                                | 52° 12' 32" NB, 5° 17' 59" OL | 511687 | Meer afbeeldingen                                  |
| Brug Cantonspark                                                         | Brug                      | 1920-1940                       |                                     | Heemskerklaan bij 25                                | 52° 12' 29" NB, 5° 17' 56" OL | 511688 | Meer afbeeldingen                                  |
| Kweekbak Cantonspark                                                     | Nijverheid                | 1905-1910                       |                                     | Heemskerklaan bij 25                                | 52° 12' 29" NB, 5° 17' 51" OL | 511689 | Meer afbeeldingen                                  |
| Station Baarn Buurtstation                                               | Transport                 | 1897                            | J.F. Klinkhamer                     | Luitenant Generaal van Heutszlaan 1                 | 52° 12' 25" NB, 5° 17' 0" OL  | 511704 | Meer afbeeldingen                                  |
| Dienstwoning De Generaal                                                 | Dienstwoning              | 1898                            |                                     | Luitenant Generaal van Heutszlaan 7                 | 52° 12' 11" NB, 5° 17' 22" OL | 511705 | Dienstwoning De Generaal                           |
| Canton                                                                   | Woonhuis                  | 1910                            | Th.G. Schill en D.H. Haverkamp      | Javalaan 7                                          | 52° 12' 32" NB, 5° 17' 35" OL | 511707 | Meer afbeeldingen                                  |
| Benthuijs: villa                                                         | Woonhuis                  | 1881                            | N. Redeker Bisdom                   | Eemnesserweg 91                                     | 52° 13' 1" NB, 5° 16' 27" OL  | 511710 | Meer afbeeldingen                                  |
| Benthuijs: koetshuis                                                     | Bijgebouwen kastelen enz. | 1881                            | N. Redeker Bisdom                   | Eemnesserweg 93                                     | 52° 13' 1" NB, 5° 16' 24" OL  | 511711 | Meer afbeeldingen                                  |
| Benthuijs: dienstwoning                                                  | Bijgebouwen kastelen enz. | 1882                            | N. Redeker Bisdom                   | Eemnesserweg 95                                     | 52° 13' 3" NB, 5° 16' 25" OL  | 511712 | Meer afbeeldingen                                  |
| Benthuijs: oranjerie                                                     | Tuin, park en plantsoen   | 1881-1890                       | N. Redeker Bisdom                   | Eemnesserweg 89a                                    | 52° 13' 1" NB, 5° 16' 30" OL  | 511713 | Meer afbeeldingen                                  |
| Benthuijs: tuin- en parkaanleg                                           | Tuin, park en plantsoen   | 1881                            |                                     | Eemnesserweg bij 91                                 | 52° 12' 60" NB, 5° 16' 24" OL | 511714 | Meer afbeeldingen                                  |
| Benthuijs: hekwerk met hekpijlers                                        | Erfscheiding              | 1881                            |                                     | Eemnesserweg bij 91                                 | 52° 13' 2" NB, 5° 16' 30" OL  | 511715 | Meer afbeeldingen                                  |
| Villa Buitenzorg                                                         | Woonhuis                  | ca. 1840 en later               | W. Hamer                            | Amsterdamsestraatweg 57                             | 52° 12' 55" NB, 5° 15' 54" OL | 511716 | Meer afbeeldingen                                  |
| Koetshuis Buitenzorg                                                     | Bijgebouwen kastelen enz. | 1876                            |                                     | Amsterdamsestraatweg 51                             | 52° 12' 53" NB, 5° 15' 54" OL | 511717 | Koetshuis Buitenzorg                               |
| Villa Helvetia                                                           | Woonhuis                  | 1902                            | C. Sweris                           | de Beaufortlaan 4                                   | 52° 12' 46" NB, 5° 16' 11" OL | 511718 | Villa Helvetia                                     |
| Landhuis Nicolaas Beetslaan 48                                           | Woonhuis                  | 1933                            | A.H. van Wamelen                    | Nicolaas Beetslaan 48                               | 52° 12' 27" NB, 5° 17' 11" OL | 511719 | Landhuis Nicolaas Beetslaan 48                     |
| Florence Grove                                                           | Woonhuis                  | 1887                            | W. van Doornik                      | Prins Bernhardlaan 3                                | 52° 12' 21" NB, 5° 16' 33" OL | 511720 | Meer afbeeldingen                                  |
| De Berkjes                                                               | Woonhuis                  | 1932                            | J.L. Overtoom                       | Dalweg 7                                            | 52° 12' 51" NB, 5° 17' 21" OL | 511721 | De Berkjes                                         |
| Twee identieke villa's Eemnesserweg 14 en Castanea                       | Woonhuis                  | 1883                            | Th.G. Schill en D.H. Haverkamp      | Eemnesserweg 12 en 14                               | 52° 12' 48" NB, 5° 17' 23" OL | 511722 | Twee identieke villa's Eemnesserweg 14 en Castanea |
| Telefooncentrale Baarn                                                   | Overheidsgebouw           | 1890                            |                                     | Eemnesserweg 50                                     | 52° 12' 52" NB, 5° 17' 2" OL  | 511723 | Telefooncentrale Baarn                             |
| Huize Welgelegen                                                         | Woonhuis                  | 1900-1905                       |                                     | Emmalaan 7                                          | 52° 12' 41" NB, 5° 16' 19" OL | 511724 | Meer afbeeldingen                                  |
| Villa Emmalaan 11 als voorbeeld van eigentijdse Nederlandse architectuur | Woonhuis                  | 1935                            | Gijsbert Friedhoff                  | Emmalaan 11                                         | 52° 12' 42" NB, 5° 16' 12" OL | 511725 | Meer afbeeldingen                                  |
| Villa Mariaheuvel                                                        | Woonhuis                  | 1883                            | A.L. van Gendt                      | Luitenant Generaal van Heutszlaan 2                 | 52° 12' 26" NB, 5° 16' 55" OL | 511726 | Villa Mariaheuvel                                  |
| Villa Woudestein                                                         | Woonhuis                  | 1884                            | A.L. van Gendt                      | Luitenant Generaal van Heutszlaan 4                 | 52° 12' 25" NB, 5° 16' 51" OL | 511727 | Villa Woudestein                                   |
| Villa Patria                                                             | Woonhuis                  | 1895                            |                                     | Julianalaan 8                                       | 52° 12' 19" NB, 5° 16' 40" OL | 511729 | Villa Patria                                       |
| Winkelpand Den Boer                                                      | Winkel                    | 1905                            |                                     | Laanstraat 69                                       | 52° 12' 42" NB, 5° 17' 13" OL | 511730 | Winkelpand Den Boer                                |
| Berg en Dal                                                              | Woonhuis                  | 1890                            | J.P.F. van Rossem en W.J.Vuyk       | Jacob van Lenneplaan 12                             | 52° 13' 2" NB, 5° 15' 57" OL  | 511731 | Meer afbeeldingen                                  |
| Landhuis De Dennenhof                                                    | Woonhuis                  | 1909                            | J.W. Hanrath                        | Rutgers van Rozenburglaan 1                         | 52° 12' 36" NB, 5° 16' 9" OL  | 511732 | Landhuis De Dennenhof                              |
| Watertoren (Baarn)                                                       | Nutsbedrijf               | 1903                            | Utrechtse Waterleiding Maatschappij | Sophialaan 31                                       | 52° 12' 42" NB, 5° 16' 49" OL | 511733 | Meer afbeeldingen                                  |
| Toegangshek Amaliapark                                                   | Erfscheiding              | 1873                            | N. Redeker Bisdom                   | bij Stationsplein 62                                | 52° 12' 31" NB, 5° 16' 53" OL | 511734 | Meer afbeeldingen                                  |
| Villa Quatre Bras                                                        | Woonhuis                  | 1897                            | A.L. van Gendt                      | Oranjestraat 13 Stationsweg 24                      | 52° 12' 38" NB, 5° 17' 26" OL | 511735 | Villa Quatre Bras                                  |
| Svea                                                                     | Woonhuis                  | 1902                            | G. Westerbeek (aanbouw)             | Gerrit van der Veenlaan 2                           | 52° 12' 33" NB, 5° 16' 51" OL | 511736 | Meer afbeeldingen                                  |
| De Bremstruik                                                            | Woonhuis                  | 1901                            | K.P.C. de Bazel                     | Waldeck Pyrmontlaan 26                              | 52° 12' 49" NB, 5° 16' 9" OL  | 511737 | Meer afbeeldingen                                  |
| Huizenblok van zeven woningen                                            | Woonhuis                  | 1858                            | Jhr. M.G Faas Elias                 | Westerstraat 8-20                                   | 52° 12' 27" NB, 5° 17' 45" OL | 511738 | Huizenblok van zeven woningen                      |
| Villa Parkwijk                                                           | Woonhuis                  | 1905                            | Rigter & Van Bronkhorst             | Wilhelminalaan 3                                    | 52° 12' 47" NB, 5° 16' 30" OL | 511739 | Meer afbeeldingen                                  |
| Villa Hoogerwerf                                                         | Woonhuis                  | 1905                            | H.G. Jansen                         | Wilhelminalaan 5                                    | 52° 12' 41" NB, 5° 16' 30" OL | 511740 | Meer afbeeldingen                                  |
| Villa Rozenstein                                                         | Woonhuis                  | 1899                            | H. Sweris                           | Wilhelminalaan 10                                   | 52° 12' 49" NB, 5° 16' 24" OL | 511741 | Villa Rozenstein                                   |
| Villa Wilhelminalaan 12                                                  | Woonhuis                  | 1904                            | C. Sweris                           | Wilhelminalaan 12                                   | 52° 12' 45" NB, 5° 16' 25" OL | 511742 | Meer afbeeldingen                                  |
| Villa Wilhelminalaan 14                                                  | Woonhuis                  | ca. 1900                        |                                     | Wilhelminalaan 14                                   | 52° 12' 40" NB, 5° 16' 26" OL | 511743 | Villa Wilhelminalaan 14                            |
| Dennenhorst & Evergreen                                                  | Woonhuis                  | 1875                            | A.L. van Gendt                      | Eemnesserweg 62                                     | 52° 12' 55" NB, 5° 16' 51" OL | 511744 | Meer afbeeldingen                                  |
| Voetgangersbrug Baarn                                                    | Brug                      | 1911                            |                                     | over talud spoorlijn NS                             | 52° 12' 34" NB, 5° 16' 40" OL | 511745 | Voetgangersbrug Baarn                              |
| Gemeentehuis van Baarn                                                   | Bestuursgebouw en onderdl | 1906                            | F.F. de Boois                       | Laanstraat 1                                        | 52° 12' 42" NB, 5° 17' 30" OL | 511746 | Meer afbeeldingen                                  |
| Groeneveld: hoofdgebouw                                                  | Kasteel, buitenplaats     | 1702                            |                                     | Groeneveld 2                                        | 52° 13' 7" NB, 5° 15' 18" OL  | 511771 | Meer afbeeldingen                                  |
| Park van kasteel Groeneveld                                              | Tuin, park en plantsoen   | 18e eeuw                        |                                     | Groeneveld bij 2                                    | 52° 13' 2" NB, 5° 14' 51" OL  | 511772 | Meer afbeeldingen                                  |
| Orangerie van kasteel Groeneveld                                         | Tuin, park en plantsoen   | 1702                            |                                     | Groeneveld bij 2                                    | 52° 13' 8" NB, 5° 15' 20" OL  | 511773 | Meer afbeeldingen                                  |
| Koetshuis van kasteel Groeneveld                                         | Bijgebouwen kastelen enz. | 1702                            |                                     | Groeneveld bij 2                                    | 52° 13' 6" NB, 5° 15' 20" OL  | 511774 | Meer afbeeldingen                                  |
| Brug met toegangshek van kasteel Groeneveld                              | Tuin, park en plantsoen   | 1768                            |                                     | Groeneveld bij 2                                    | 52° 13' 7" NB, 5° 15' 21" OL  | 511775 | Meer afbeeldingen                                  |
| Groeneveld: Ossenstal van kasteel Groeneveld / Jagershuis                | Tuin, park en plantsoen   | 1703                            |                                     | Groeneveld 1                                        | 52° 13' 6" NB, 5° 15' 23" OL  | 511776 | Meer afbeeldingen                                  |
| Tuinmuur van kasteel Groeneveld                                          | Tuin, park en plantsoen   | 1730                            |                                     | Groeneveld bij 2                                    | 52° 13' 7" NB, 5° 15' 29" OL  | 511777 | Meer afbeeldingen                                  |
| Groeneveld:ijskelder                                                     | Tuin, park en plantsoen   | 1836                            |                                     | Groeneveld bij 2                                    | 52° 13' 4" NB, 5° 15' 40" OL  | 511778 | Meer afbeeldingen                                  |
| Hoeve Ravenstein met bakhuis                                             | Bijgebouwen kastelen enz. | 18e eeuw                        |                                     | Groeneveld 3                                        | 52° 12' 58" NB, 5° 15' 22" OL | 511779 | Meer afbeeldingen                                  |
| De Eult (Baarnse Bos)                                                    | Tuin, park en plantsoen   | 1350                            |                                     | Amsterdamsestraatweg (westen)                       | 52° 11' 59" NB, 5° 16' 60" OL | 512369 | De Eult (Baarnse Bos)                              |
| Villa Torenzicht                                                         | Woonhuis                  | 1884                            | A.L. van Gendt                      | Oranjestraat 10                                     | 52° 12' 38" NB, 5° 17' 24" OL | 525606 | Villa Torenzicht                                   |
| Villa Pera: hoofdgebouw                                                  | Woonhuis                  | 1886                            |                                     | Eemnesserweg 69                                     | 52° 12' 50" NB, 5° 17' 2" OL  | 528098 | Meer afbeeldingen                                  |
| Villa Pera: Tuinaanleg                                                   | Tuin, park en plantsoen   |                                 |                                     | Eemnesserweg bij 69                                 | 52° 12' 50" NB, 5° 17' 2" OL  | 529520 | Meer afbeeldingen                                  |
| Villa Pera: Tuinhuisje                                                   | Tuin, park en plantsoen   |                                 |                                     | Eemnesserweg bij 69                                 | 52° 12' 51" NB, 5° 17' 1" OL  | 529521 | Meer afbeeldingen                                  |
| Villa Pera: Hek                                                          | Erfscheiding              |                                 |                                     | Eemnesserweg bij 69                                 | 52° 12' 51" NB, 5° 17' 2" OL  | 529522 | Meer afbeeldingen                                  |

## Voormalige of hernummerde rijksmonumenten
| Object | Oorspronkelijke functie? | Bouwjaar                        | Architect | Locatie                 | Coördinaten?                  | Nr.? | Afbeelding |
| --- | ------------------------ | ------------------------------- | --------- | ----------------------- | ----------------------------- | ---- | --- |
| Boerderij waarvan het woonhuis dwars voor de stal is gebouwd en een pannen schilddak met hoekschoorstenen draagt | Boerderij                | begin 19e eeuw                  |           | Groeneveld 1            | 52° 13' 6" NB, 5° 15' 23" OL  | 8540 | Boerderij waarvan het woonhuis dwars voor de stal is gebouwd en een pannen schilddak met hoekschoorstenen draagt |
| Hilversumsestraatweg 22, witgepleisterde dienstwoning met chinees overstekend rieten dak met houten kartellijst  | Woonhuis                 | begin 19e eeuw=Hoge Vuurseweg 1 |           | Hilversumsestraatweg 22 | 52° 12' 20" NB, 5° 13' 23" OL | 8558 | Hilversumsestraatweg 22, witgepleisterde dienstwoning met chinees overstekend rieten dak met houten kartellijst  |